# Harry Davenport
Harry Davenport, född 19 januari 1866 i Canton, Pennsylvania, död 9 augusti 1949 i Los Angeles, Kalifornien, var en amerikansk skådespelare. 
Davenport filmdebuterade 1913 och kom att medverka i över 160 filmer. Han var även flitig teaterskådespelare, med bland annat många roller på Broadway.

## Filmografi i urval
- 1937 – Emile Zolas liv
- 1937 – Den fulländade mannen
- 1938 – Vad ska en fattig flicka göra?
- 1938 – Komedien om oss människor
- 1938 – Mellan två valser
- 1938 – En cowboy och en lady
- 1938 – Marie Antoinette
- 1939 – Borta med vinden
- 1939 – Ringaren i Notre Dame
- 1940 – Allt detta och himlen därtill
- 1940 – Utrikeskorrespondenten
- 1940 – Doktor Ehrlich
- 1940 – En herre för mycket
- 1941 – Bruden kom pr. efterkrav
- 1941 – Korsdrag i paradiset
- 1941 – En bit av himlen
- 1942 – Ringar på vattnet
- 1942 – Manhattan
- 1943 – Gift dej med mej
- 1943 – Möte vid Ox-oket
- 1943 – Jack London
- 1944 – Vi mötas i St. Louis
- 1945 – Gäckande skuggan tar hem spelet
- 1946 – Högt spel
- 1947 – Katrin gör karriär
- 1947 – Jag såg honom först!
- 1949 – Förmöget folk
- 1949 – Han, hon och en till
- 1949 – Unga kvinnor
- 1950 – Broadway Bill